# 張小英
張小英（Chang Siao Ying），籍貫：廣東省客家人，新加坡女歌手，1965年勇奪『國立新加坡大學歌唱比賽』冠軍及麗的呼聲主辦「第一屆華語流行歌曲比賽」冠軍。她的決賽的歌曲是《河上相思》。張小英與新加坡的林竹君、黃曉君及臺灣的鄧麗君被譽為『三君一英』，橫掃國語歌壇。

## 張小英的唱片
- 新加坡「統一唱片公司」在1975年12月推出『張小英國語唱片（第23集）』，張小英除慈善籌款外，鮮有公開在夜總會登臺演出[1]。
- 新加坡「統一唱片公司」在1976年8月20日（星期五）在香港成立分支，在九龍油麻地「平安酒樓」招待，推出『張小英國語唱片（第28集）』，有兩首主題歌曲《金玉盟》及《一代紅顏》，並有電影《追球追求》的插曲《追求理想》。此時張小英已入行7年且曾灌錄高達37張唱片，銷售超過一百萬張[2]。
- 張小英屬新加坡第二代歌手；第一代有舒雲及潘秀瓊；與她同期的第二代有秦淮、櫻花、黃清元；第三代有譚順成、林竹君、黃鸝、尤金；第四代有李逸、黃曉君、郭淑芳；第五代有黃鳳鳳、羅賓、黃雄、余聲等歌手。張小英的首張唱片《三個夢》（1970年），至1979年11月已出版高達42張唱片，第42張屬懷舊歌曲，包括《那個不多情》、《聽我細訴》、《一片痴情》、《我心裡的太陽》、《第二夢》、《郎是春日風》、《慈母心》、《湖畔情侶》、《問你在那裡》、《憶良人》、《誰是有情人》、《高崗上》等12首歌曲[3]。
- 1983年為「耀聲唱片公司」灌錄，並首次擔監製《溫馨永在心》、《雨中情侶》、《深深的慈情》、《總是笑一笑》、《天涯歌女》、《當作不曾認識後》、《這裡只有我們倆》、《人生總是苦杯》、《訴衷情》、《往日的舊夢》、《四季歌》、《有你在身邊》等歌曲[4][5]。

## 首次訪港
香港無線電視臺邀請，張小英首次來香港，在1980年11月16日（星期日）下午抵達香港，由無線藝員麥潔雯接機；1980年11月19日（星期三）晚上參演《歡樂今宵》之《第13週年臺慶之夜》；並在香港灌錄她首張粵語流行歌曲唱片。

## 張小英的電影
香港導演陸邦的國語歌唱喜劇電影《鬼馬女歌手》（春滿桃花江）（1972年12月28日香港公映），張小英參予演出，在新加坡裕廊飛禽公園拍攝外景時，突然下雨，被拍成「即景戲」，張小英演唱《今夜雨濛濛》。

## 外部連結
- 香港電影資料館：張小英演出電影的記錄[永久]